# Hermann Gabriel
Hermann Richard Heinrich Ernst Gabriel (* 3. Oktober 1852 in Glogau; † 13. Dezember 1897 in Heidelberg) war ein deutscher Jurist und Diplomat. Er war zuletzt als kaiserlich deutscher Generalkonsul in Batavia (heute: Jakarta) in Niederländisch-Indien (heute: Indonesien) tätig.

## Familie
Hermann Gabriel wurde am 3. Oktober 1852 in Glogau als Sohn des katholischen Rendanten Anton Joseph Walentin Gabriel, (* 14. Februar 1823 in Patschkau, † 2. Oktober 1880 in Berlin) und seiner fast genau gleichaltrigen evangelischen Ehefrau Ernestine Friederike Pauline Bittner, (* 9. Februar 1823 in Pansdorf (Landkreis Liegnitz), † 27. Dezember 1901 in Berlin) geboren.
Hermann Gabriel ist der Vater des Staatsanwalts Helmuth Gabriel (1892–1945) und somit der Schwiegervater der Malerin und Graphikerin Herta Claudia Gabriel, (geb. Boden; 1899–1991). Er ist auch der Vater von Irmgard Veit Simon (geb. Gabriel; 1889–1971) und damit Schwiegervater des jüdischen Berliner Rechtsanwalts Heinrich Veit Simon (1883–1942).

## Lebensweg
Hermann Gabriel lernte bei seinem Studium der Rechtswissenschaften, das er mit der Promotion zum Dr. iur. abschloss, an der Georg-August-Universität Göttingen Herman Veit Simon (1856–1914) kennen, der dort juristische Vorlesungen hielt. Die beiden Männer freundeten sich an und setzten sich wechselseitig als rechtliche Betreuer ihrer Kinder für den Fall ihres vorzeitigen Todes ein. Tatsächlich waren Hermann Gabriels Kinder, als er 1897 starb, alle drei noch nicht volljährig.
Nach Abschluss seines Jura-Studiums schlug Gabriel die diplomatische Laufbahn ein. Er arbeitete in den Jahren 1884 und 1885 als Vize-Konsul im deutschen Generalkonsulat in Shanghai, unter dem Generalkonsul Johannes Lührsen.
Von etwa 1861 bis etwa 1889 war Gabriel deutscher Konsul für die chinesische Provinz Fujian (damals: „Fukien“ bzw. engl.: „Fohkien“) und Taiwan (damals: „Formosa“) in Xiamen (damals: „Amoy“) Im Jahr 1889 war Gabriel aber offenbar zeitweilig nicht in Xiamen, sondern in Deutschland; seine Abwesenheitsvertretung übernahm geschäftsführend Constantin Merz (1859–1921). Er wurde am 25. Juli 1898 Konsul in Xiamen.
Am 7. März 1889 heiratete Hermann Gabriel in Fürstenwalde Caroline Auguste Anna Zella Wolter (* 19. Juli 1866 in Münster in Westfalen, † 7. März 1933 in Berlin-Steglitz).
Aus dieser Ehe gingen drei Kinder hervor:
1. Irmgard (* 16. Dezember 1889 in Batavia, † 10. Mai 1971 in Kalifornien), später verheiratet mit Heinrich Veit Simon (1883–1942), einem Sohn von Herman Veit Simon (1856–1914), dem Freund ihres Vaters aus der Göttinger Studienzeit.
2. Gisela (* 8. Februar 1891 in Batavia, † ca. 1977).
3. Helmuth (* 16. Mai 1892 in Batavia, † 22. August 1945 in Bautzen), später verheiratete mit der Malerin und Grafikerin Herta Claudia Gabriel (* 3. Juni 1899 in Lübeck; † 1991 in Aumühle bei Hamburg); Generalstaatsanwalt am deutschen Oberlandesgericht Prag.

Im Jahr 1889 wurde Hermann Gabriel kaiserlich-deutscher Konsul in Batavia, Niederländisch-Indien.
Hermann Gabriel erhielt 1893 den österreichischen Ritter-Orden der Eisernen Krone.
Er wurde in den persönlichen (also nicht-erblichen) Adelsstand erhoben.
1895 wurde er zum General-Konsul ernannt.
Bald danach zog die Familie Gabriel nach Heidelberg um, wo Hermann Gabriel seine angeschlagene Gesundheit wiederherstellen zu können hoffte, aber am 13. Dezember 1897 – im Alter von nur 45 Jahren – verstarb. Seine Witwe Zella Gabriel zog nach seinem Tod mit den drei Kindern Irmgard (acht Jahre alt), Gisela (sechs Jahre alt) und Helmuth (fünf Jahre alt) nach Berlin-Lichterfelde in ein großes eigenes Haus.

## Veröffentlichungen (Auswahl)
- Die rechtliche und wirthschaftliche Lage der Arbeiter (Kulis) auf den tropischen Plantagen nach Massgabe der in Niederländisch-Indien bestehenden Einrichtungen. Von dem kaiserlich-deutschen Generalkonsul Dr. Hermann Gabriel in Batavia. Gehalten am 29. Februar 1896. In: Jahrbuch der Internationalen Vereinigung für vergleichende Rechtswissenschaft und Volkswirtschaftslehre zu Berlin, 3. Jahrgang, 1897, I. Abtheilung, K. Hoffmann Rechtswissenschaftlicher Verlag, Berlin 1897, S. 90–105; Textarchiv – Internet Archive.